# Grund (Jandelsbrunn)

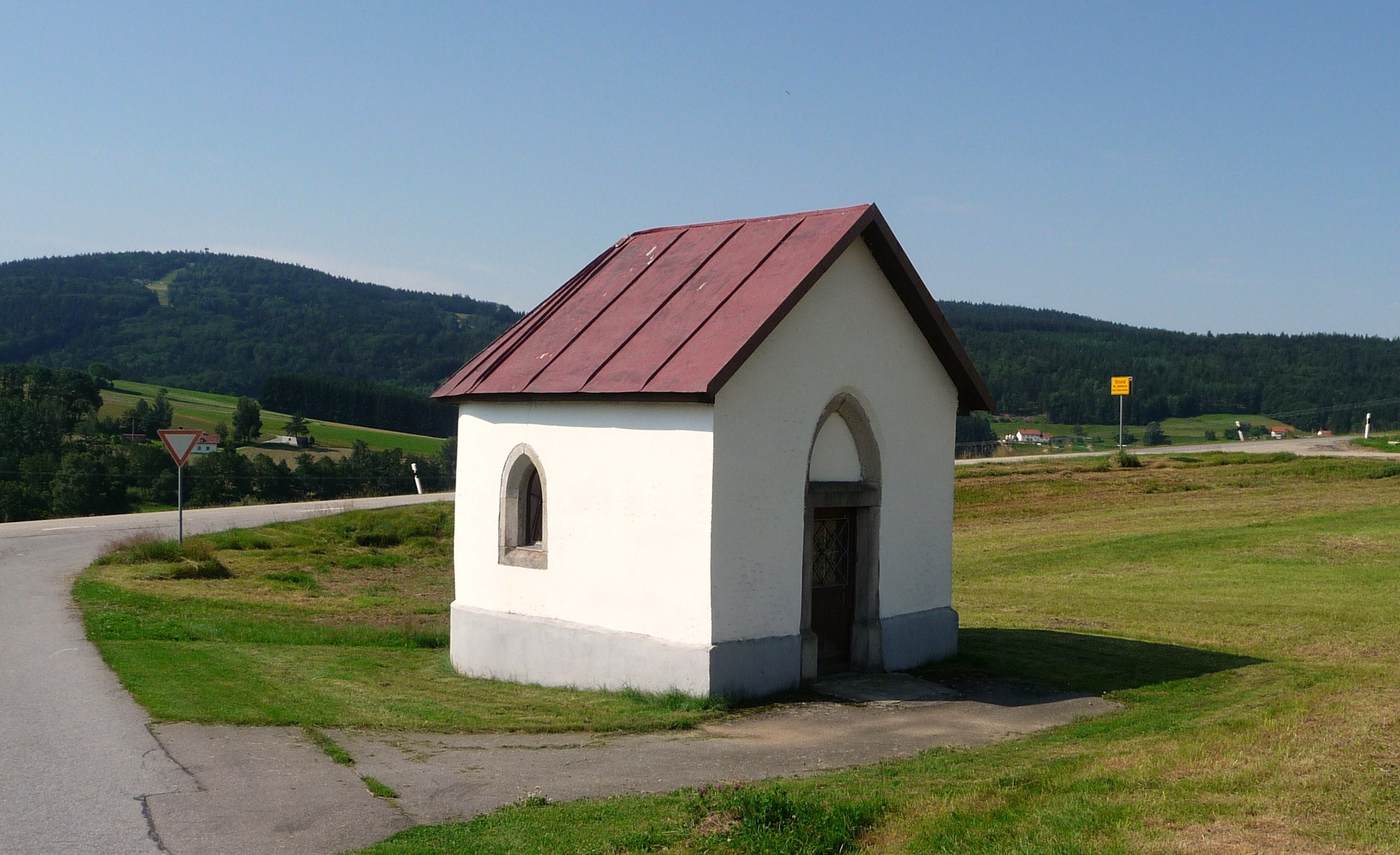
Kapelle am Ortsrand von Grund. Der Berg links im Hintergrund ist der Oberfrauenwald.

Grund ist ein Gemeindeteil der Gemeinde Jandelsbrunn im niederbayerischen Landkreis Freyung-Grafenau auf der Gemarkung Heindlschlag.

## Geschichte
Das Dorf Grund gehört zu den sogenannten sieben künischen Dörfern, die wegen ihrer 260-jährigen Zugehörigkeit zu Österreich und damit zu den Habsburgern künisch (= königlich) genannt werden. 1765 kaufte Fürstbischof Leopold Ernst Graf von Firmian dieses Gebiet um 137.787 Gulden zurück, jedoch ohne die Burg Rannariedl, welche die Grundherrschaft über diese Ortschaften ausübte.

## Denkmäler
In die Liste der Baudenkmäler in Grund sind zwei Objekte eingetragen: eine Feldkapelle aus dem dritten Viertel des 19. Jahrhunderts und das Wohnhaus eines ehemaligen Vierseithofs, bezeichnet 1822.